# 冢本信夫
冢本信夫（日语：塚本 信夫 / つかもと のぶお，1933年5月7日—1996年10月1日），日本演员。本名一样。
東京府出身。身高170cm。成城学園高等学校毕業。

## 出典
1. ↑  . VIPタイムズ社. 1994: 228.
2. ↑  . VIPタイムズ社. 1972: 89.